# Родригес, Освальдо
Осва́льдо Родри́гес дель Порта́л (исп. Osvaldo Rodríguez del Portal; родился 10 сентября 1996 года в Сан-Луис-Потоси, Мексика) — мексиканский футболист. защитник, выступающий за «Леон».

## Клубная карьера
Родригес начал карьеру в клубе «Пачука». 18 октября 2015 года в матче против УАНЛ Тигрес он дебютировал в мексиканской Примере. В составе «Пачуки» Родригес стал чемпионом страны. В 2016 году Освальдо перешёл в «Леон».

## Международная карьера
В 2013 году Родигес помог юношеской сборной завоевать серебряные медали на юношеском чемпионате мира в ОАЭ. На турнире он сыграл в матчах против команд Италии, Бразилии, Ирака, Швеции, Аргентины и дважды Нигерии.
В 2015 году Освальдо в составе молодёжной сборной Мексики принял участие в молодёжном чемпионате мира в Новой Зеландии. На турнире он был запасным  и не сыграл ни минуты.

## Достижения
Командные
 «Пачука»
- Чемпионат Мексики по футболу — Клаусура 2016

Международные
 Мексика (до 17)
- Юношеский чемпионат мира — 2013